# 相武国造
相武国造（さがむのくにのみやつこ・さがむこくぞう）は、相模国東部を支配した国造。

## 概要

### 表記
『古事記』、『先代旧事本紀』「国造本紀」には相武国造と表記される。

### 先祖
- 『先代旧事本紀』「国造本紀」によると、成務朝に「武刺国造」の祖である神伊勢都彦の3世孫の弟武彦命（おとたけひこのみこと）が相武国造に任じられたという。
- 『古事記』には倭建命が相武国造に火攻めあったとしているが、正史である『日本書紀』では国造ではなく駿河国の賊としており、現在も焼津の地名が残る。

### 氏族
壬生氏または漆部氏（みぶうじ、ぬりべうじ、姓は共に直）。天孫族の出雲氏と同族とされる。漆部氏は後に相模宿禰に改姓されており、一族に漆部伊波や良弁がいる。

## 本拠
国造の本拠としては、古代の海岸沿いにあたり、宗社とされる寒川神社がある相模川左岸の寒川周辺及び相模川右岸の平塚周辺、台地の海老名周辺、山麓の伊勢原周辺の4つの拠点が考えられている。4つの拠点の時代区分としては、一般に海岸沿いから内陸部へ進展したと考えられる。また、寒川と海老名は目久尻川でつながっており、目久尻流域が一体的に開拓がなされたものと考えられる。高座郡の中央を流れる目久尻川は、相武国造の宗社とされる寒川神社との関係が深く、流域は寒川神社に関する地名や伝承が多く残る他、国の史跡に指定されている秋葉山古墳群等の古代の史跡も多い。

### 支配領域
相武国造は当時相武国と呼ばれていた地域、後の相模国東部にあたる相模川流域の高座郡、大住郡、愛甲郡を支配領域とした。
大化の改新による中央集権的な律令制の成立以後、相武国と磯長（師長）国が合併して相模国が成立したが、古墳や式内社の関係から、成立直後の相模国は旧相武国が政治的中心地として影響力を持ち、国府も置かれていたと考えられている。また、平安時代後期には相模国府は交通の便上、現在の大磯町に移ったと推定される。また、一般に大磯に国府が移った平安時代後期頃が一宮制度が登場する時期であると推定されている。相模国は、元々旧相武国と旧磯長国が合併して成立しており、相武国造の宗社である寒川神社と磯長国造の宗社である川勾神社のどちらを一宮とするかで論争となったのが、現在まで続く国府祭の「座問答」であり、相模国の成立を現代に物語る国府祭は神奈川県の無形民俗文化財に指定されている。

## 人物
- 漆部伊波（ぬりべ の いわ）
天平20年（748年）に、東大寺大仏殿建立に知識物として商布2万端を寄進し、従七位上から外従五位下に叙せられた。天平宝字4年（760年）ごろには摂津国西成郡に土地を所有しており、すでに畿内に基盤を築いていたと考えられている。佐渡守や贓贖正を歴任したのちに、藤原仲麻呂の乱の平定に功があり、従五位下・勲六等に叙せられた。乱後は右兵衛佐、大和介、修理次官、玄蕃助、鼓吹正、尾張守などを歴任し、この間、神護景雲2年（768年）には相模宿禰の姓を賜り、相模国国造に任じられた[1]。
- 相模宿禰阿古麻呂（さがみ の すくね あこまろ）
仁和元年（885年）、大和国添上郡の百姓である従七位上・相模阿古麻呂、従八位下・相模門主、従八位上・相模魚麻呂ら男女31人は、河内国渋川郡に移住した。阿古麻呂らは以下のように奏上した。父である正六位上・相模仁麻呂の本貫は大和国添上郡八島郷であり、弘仁5年（814年）に河内大目に任じられ、解官ののちは、河内国渋川郡邑智郷に居住した。その後に子孫が多くなったため、本貫を除籍し、河内国に替えたいと願い出た。朝廷は本貫として戸籍に登録することを許した[2]。

## 氏神
- 寒川神社（さむかわじんじゃ）
神奈川県高座郡寒川町に鎮座する神社で、相模国一之宮。千葉県千葉市には同族の千葉国造が奉斎した寒川神社が鎮座する[3]。

### 関連神社
- 大山阿夫利神社（おおやまあふりじんじゃ）
神奈川県伊勢原市に鎮座する式内社。相武国造一族が祭祀に関与したと指摘されている[3]。
- 相武国造神社（そうぶこくぞうじんじゃ）
神奈川県平塚市に鎮座する神社。日本武尊を祀る。

### 墓
相武国造とその古墳の具体的な人物比定はなされていないが、首長級の古墳とされるものは真土大塚山古墳や瓢箪塚古墳、埒免古墳等がある。また、初代相武国造である弟武彦命の墓に関しては大神塚古墳とされ、後の時代に後裔が追慕するために築造したと伝わる。